# Gropiusstraße (Weimar)

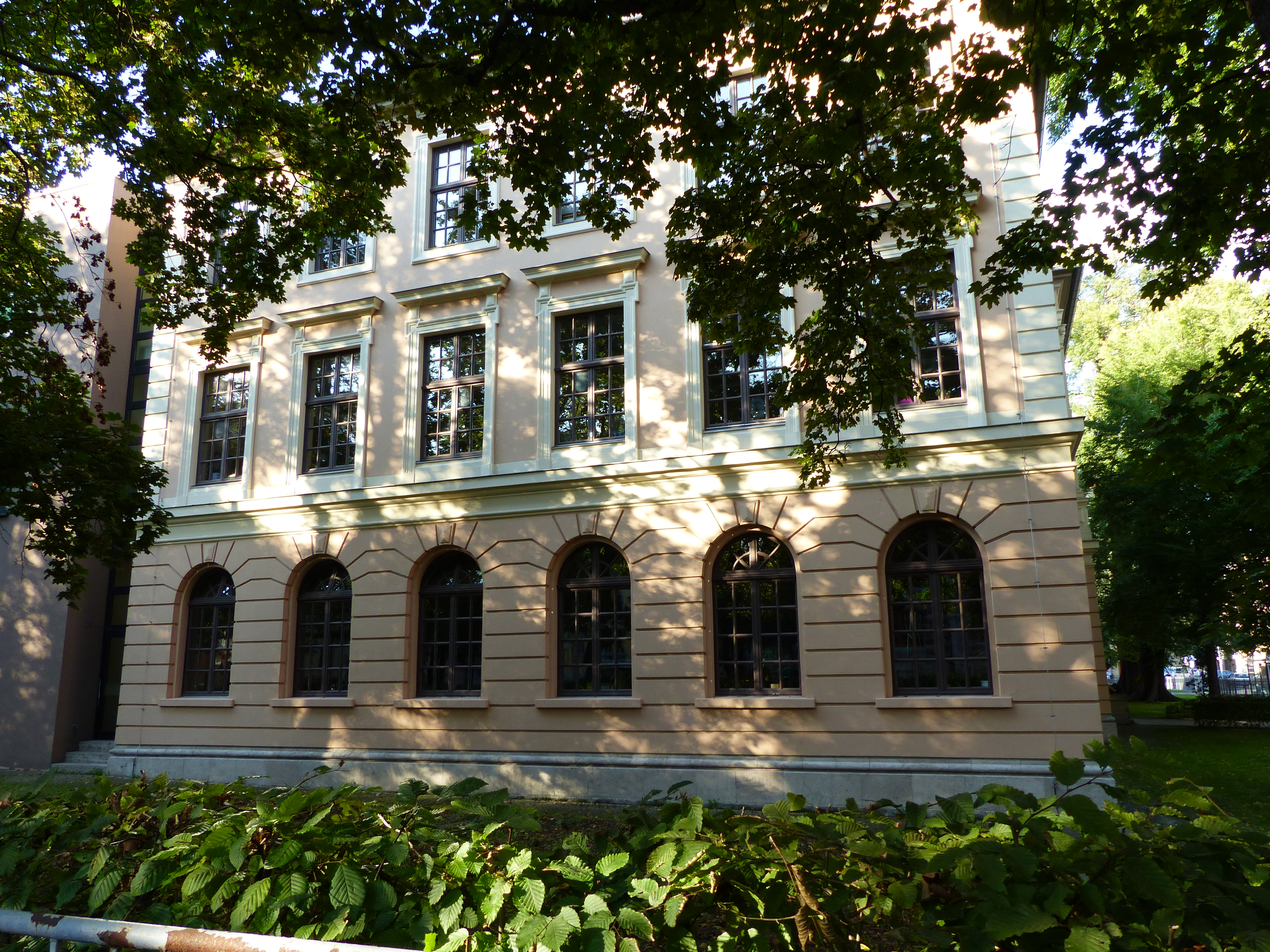
Christoph-Martin-Wielandschule in der Gropiusstraße 1

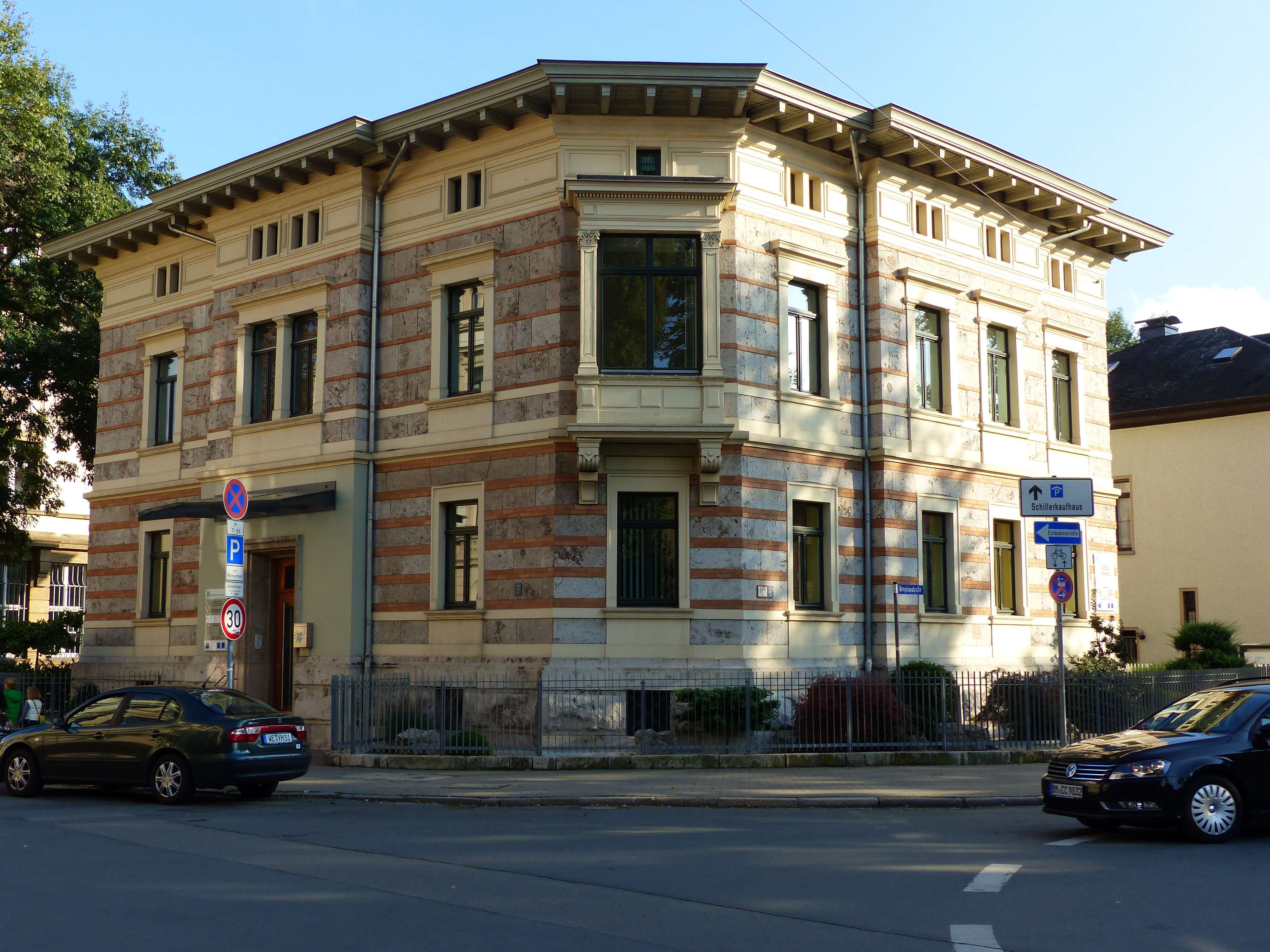
Wohn- und Geschäftshaus Gropiusstraße 8

Die Gropiusstraße ist eine Verbindungsstraße in Weimar. Vom östlichen Ende des Sophienstiftsplatzes gehen die Hummelstraße, die Dingelstedtstraße und die Gropiusstraße ab, die südlich verläuft und an der Steubenstraße endet. Benannt wurde sie nach dem Architekten des Bauhauses Walter Gropius, der in dem angrenzenden Eckhaus Steubenstraße 32 wohnte.
Zu den denkmalgeschützten Objekten gehören die von Karl Vent entworfenen Schulen auf dem Sophienstiftsplatz 1 und der Gropiusstraße 1 und der an der Ecke zur Steubenstraße von Arno Zauche geschaffene Froschbrunnen. Da die Schule an der Gropiusstraße 1 im Jahre 1877 als Lehrerseminar angelegt wurde, hieß die Straße einst auch Seminarstraße. 
1921 verstarb Ludwig Pfeiffer als damals ältester Arzt Weimars in der Gropiusstraße 8 im Alter von 80 Jahren.
Die gesamte Gropiusstraße steht auf der Liste der Kulturdenkmale in Weimar (Sachgesamtheiten und Ensembles). Die genannten Objekte sind zudem auf der Liste der Kulturdenkmale in Weimar (Einzeldenkmale) aufgeführt.